# Pilgerzell
Pilgerzell ist ein Ortsteil der Großgemeinde Künzell im osthessischen Landkreis Fulda.

## Geographie
Pilgerzell ist als Ortsteil von Künzell auch am Rande von Fulda zwischen der Stadt und der Rhön, die von Pilgerzell aus sichtbar ist. Pilgerzell grenzt im Westen an Künzell, im Norden an Keulos, im Osten an Dirlos und im Süden an den Florenberg. Pilgerzell erreicht man mit der Stadtbuslinie 4 sowie der Überlandlinie 36 der LNG sowie der RhönEnergie Bus.

## Geschichte

### Ortsgeschichte
Die älteste bekannte schriftliche Erwähnung von Pilgerzell erfolgte im Codes Eberhardi und wird in die Zeit 927–956 datiert.
Es war wie Künzell in das kirchliche Zentrum Florenberg eingepfarrt. Unter Abt Hadamar (927–956) wurden Einkünfte aus Pilgerzell der berühmten Kunst- und Handwerksschule des Klosters Fulda überwiesen. 1510 besaß Pilgerzell 10 Viehhalter. Der Ort wuchs von 43 Haushaltungen in 1871 auf 53 im Jahre 1938. Seit 1965 besitzt Pilgerzell eine eigene Kirche und ist seit 1967 eine eigenständige Pfarrei. Im Jahr 2006 feierte Pilgerzell sein 1050-jähriges Jubiläum.
Hessische Gebietsreform (1970–1977)
Zum 1. April 1972 wurde die bis dahin selbständige Gemeinde Pilgerzell im Zuge der Gebietsreform in Hessen auf freiwilliger Basis als Ortsteil in die der Gemeinde Künzell eingemeindet. Für den Ortsteil Pilgerzell wurde, wie für die anderen eingemeindeten ehemals eigenständigen Gemeinden von Künzell, ein Ortsbezirk  eingerichtet.

### Verwaltungsgeschichte im Überblick
Die folgende Liste zeigt die Staaten und Verwaltungseinheiten, denen Pilgerzell angehört(e):
- vor 1803: Heiliges Römisches Reich, Hochstift Fulda, Centoberamt Fulda
- 1803–1806: Heiliges Römisches Reich, Fürstentum Nassau-Oranien-Fulda, Amt Fulda
- 1806–1810: Kaiserreich Frankreich, Fürstentum Fulda (Militärverwaltung)
- 1810–1813: Großherzogtum Frankfurt, Departement Fulda, Landdistrikt Fulda
- ab 1816: Kurfürstentum Hessen, Großherzogtum Fulda, Landamt Fulda
- ab 1821/22: Kurfürstentum Hessen, Provinz Fulda, Kreis Fulda[6][Anm. 2]
- ab 1848: Kurfürstentum Hessen, Bezirk Fulda
- ab 1851: Kurfürstentum Hessen, Provinz Fulda, Kreis Fulda
- ab 1867: Norddeutscher Bund, Königreich Preußen,[Anm. 3] Provinz Hessen-Nassau, Regierungsbezirk Kassel, Kreis Fulda
- ab 1871: Deutsches Reich,  Königreich Preußen, Provinz Hessen-Nassau, Regierungsbezirk Kassel, Kreis Fulda
- ab 1918: Deutsches Reich, Freistaat Preußen, Provinz Hessen-Nassau, Regierungsbezirk Kassel, Kreis Fulda
- ab 1944: Deutsches Reich, Freistaat Preußen, Provinz Kurhessen, Landkreis Fulda
- ab 1945: Deutsches Reich, Amerikanische Besatzungszone, Groß-Hessen, Regierungsbezirk Kassel, Landkreis Fulda
- ab 1946: Deutsches Reich, Amerikanische Besatzungszone, Hessen, Regierungsbezirk Kassel, Landkreis Fulda
- ab 1949: Bundesrepublik Deutschland, Hessen, Regierungsbezirk Kassel, Landkreis Fulda
- ab 1972: Bundesrepublik Deutschland, Hessen, Regierungsbezirk Kassel, Landkreis Fulda, Gemeinde Künzell

## Bevölkerung
Einwohnerstruktur 2011
Nach den Erhebungen des Zensus 2011 lebten am Stichtag dem 9. Mai 2011 in Pilgerzell 2769 Einwohner. Darunter waren 78 (2,8 %) Ausländer.
Nach dem Lebensalter waren 552 Einwohner unter 18 Jahren, 1194 zwischen 18 und 49, 522 zwischen 50 und 64 und 504 Einwohner waren älter. Die Einwohner lebten in 1191 Haushalten. Davon waren 357 Singlehaushalte, 360 Paare ohne Kinder und 378 Paare mit Kindern, sowie 75 Alleinerziehende und 21 Wohngemeinschaften. In 258 Haushalten lebten ausschließlich Senioren und in 840 Haushaltungen lebten keine Senioren.
Einwohnerentwicklung
- 1812: 43 Feuerstellen, 418 Seelen[1]

| Pilgerzell: Einwohnerzahlen von 1812 bis 2022 | Pilgerzell: Einwohnerzahlen von 1812 bis 2022 | Pilgerzell: Einwohnerzahlen von 1812 bis 2022 | Pilgerzell: Einwohnerzahlen von 1812 bis 2022 | Pilgerzell: Einwohnerzahlen von 1812 bis 2022 |
| --- | --------------------------------------------- | --------------------------------------------- | --------------------------------------------- | --------------------------------------------- |
| Jahr |                                               |                                               |                                               | Einwohner                                     |
| 1812 | 1812                                          |                                               | 418                                           | 418                                           |
| 1834 | 1834                                          |                                               | 499                                           | 499                                           |
| 1840 | 1840                                          |                                               | 496                                           | 496                                           |
| 1846 | 1846                                          |                                               | 527                                           | 527                                           |
| 1852 | 1852                                          |                                               | 563                                           | 563                                           |
| 1858 | 1858                                          |                                               | 506                                           | 506                                           |
| 1864 | 1864                                          |                                               | 533                                           | 533                                           |
| 1871 | 1871                                          |                                               | 456                                           | 456                                           |
| 1875 | 1875                                          |                                               | 487                                           | 487                                           |
| 1885 | 1885                                          |                                               | 604                                           | 604                                           |
| 1895 | 1895                                          |                                               | 590                                           | 590                                           |
| 1905 | 1905                                          |                                               | 576                                           | 576                                           |
| 1910 | 1910                                          |                                               | 650                                           | 650                                           |
| 1925 | 1925                                          |                                               | 778                                           | 778                                           |
| 1939 | 1939                                          |                                               | 819                                           | 819                                           |
| 1946 | 1946                                          |                                               | 1.134                                         | 1.134                                         |
| 1950 | 1950                                          |                                               | 1.115                                         | 1.115                                         |
| 1956 | 1956                                          |                                               | 1.263                                         | 1.263                                         |
| 1961 | 1961                                          |                                               | 1.388                                         | 1.388                                         |
| 1967 | 1967                                          |                                               | 1.535                                         | 1.535                                         |
| 1970 | 1970                                          |                                               | 1.491                                         | 1.491                                         |
| 1980 | 1980                                          |                                               | ?                                             | ?                                             |
| 1990 | 1990                                          |                                               | ?                                             | ?                                             |
| 2000 | 2000                                          |                                               | ?                                             | ?                                             |
| 2011 | 2011                                          |                                               | 2.769                                         | 2.769                                         |
| 2013 | 2013                                          |                                               | 2.792                                         | 2.792                                         |
| 2022 | 2022                                          |                                               | 3.041                                         | 3.041                                         |
| Datenquelle: Historisches Gemeindeverzeichnis für Hessen: Die Bevölkerung der Gemeinden 1834 bis 1967. Wiesbaden: Hessisches Statistisches Landesamt, 1968. Weitere Quellen: LAGIS; Gemeinde Künzel:; Zensus 2011 |                                               |                                               |                                               |                                               |

Religionsstatistik
| • 1885: | 604 katholische (= 100 %) Einwohner                                  |
| • 1961: | 177 evangelische (= 12,75 %), 1197 katholische (= 86,24 %) Einwohner |

## Religion
- Die katholische Pfarrkirche Hl. Dreifaltigkeit ist 1965 geweiht worden.
- Der Florenberg, mit der der Hl. Flora und dem Hl. Kilian geweihten Kirche aus dem Jahr 1515, gehört zur Kirchengemeinde Pilgerzell-Dirlos.

## Politik
Für Pilgerzell besteht ein Ortsbezirk (Gebiete der ehemaligen Gemeinde Pilgerzell) mit Ortsbeirat und Ortsvorsteher nach der Hessischen Gemeindeordnung.
Der Ortsbeirat besteht aus sieben Mitgliedern. Bei den Kommunalwahlen in Hessen 2021 betrug die Wahlbeteiligung zum Ortsbeirat 55,09 %. Dabei wurden gewählt: zwei Mitglieder der CDU und fünf Mitglieder des CWE. Der Ortsbeirat wählte Thomas Grünkorn (Cwe) zum Ortsvorsteher.

## Einrichtungen
- Die Florenbergschule ist eine Grundschule in Pilgerzell.
- Die Florenberghalle ist eine Sport- und Mehrzweckhalle.

## Vereine
- TSV Pilgerzell
- Freiwillige Feuerwehr Pilgerzell.